# Борсоков, Хазраил Хакмиевич
Борсоков Хазраил Хакяшевич (18 августа 1910 — 19 сентября 1990) — советский государственный деятель. Второй секретарь Кабардино-Балкарского обкома ВКП(б), народный комиссар внутренних дел Кабардино-Балкарской АССР. Участник Великой Отечественной войны, полковник.

## Биография
Родился 18 августа 1910 г. в с. Анзорово Нальчинского округа Терской области Российской империи в семье крестьянина-бедняка. По национальности кабардинец. С марта 1923 г. крестьянин в своем хозяйстве в с. Ерокко Кабардино-Балкарской автономной области. С января 1930 г. колхозник в колхозе «Ерокко». В 1929 году вступил в комсомол. С сентября 1931 г. по май 1933 г. студент Мариинско-Посадского кустарно-промыслового техникума в г. Мариинский Посад Чувашской АССР, после окончания которого вновь трудился в колхозе «Ерокко». В сентябре 1932 г. вступил в ВКП(б). С 9 сентября 1933 г. в Рабоче-крестьянской Красной армии красноармеец 85-го горно-стрелкового полка в г. Грозный. Демобилизован в декабре 1934 г. С января 1935 г. по февраль 1937 г. пропагандист Урванского райкома ВКП(б) в с. Старый Черек Кабардино-Балкарской АССР. В марте-октябре 1937 г. учащийся краевой школы пропагандистов в Железноводске, с октября 1937 г. по март 1938 г. в Ворошиловске Орджоникидзевского края. С марта 1938 г. инструктор отдела агитации и пропаганды в г. Нальчик. В январе-марте 1939 г. второй секретарь Кабардино-Балкарского обкома ВКП(б). Был делегатом XVIII съезда ВКП(б), проходившего в Москве 10—21 марта 1939 года. С марта по декабрь 1939 г. секретарь Кабардино-Балкарского обкома ВКП(б). С декабря 1939 г. заместитель наркома внутренних дел, с 26 февраля по 31 июля 1941 г. нарком внутренних дел, с 18 августа 1941 г. вновь заместитель наркома внутренних дел Кабардино-Балкарской АССР. С октября 1942 г. заместитель наркома внутренних дел, начальник разведки объединенного партизанского отряда в Ирафском районе Северо-Осетинской АССР и Лескенском районе Кабардино-Балкарской АССР. С января 1943 г. по 21 марта 1950 г. заместитель наркома (с 1946 г. министра) внутренних дел Кабардино-Балкарской АССР. Демобилизован из армии 12 февраля 1948 года. С сентября 1949 г. по август 1950 г. слушатель курсов переподготовки высшего руководящего состава органов МВД. С октября 1950 г. начальник отдела, с июля 1953 г. начальник 2-го отделения 1-го спецотдела МВД Коми АССР. В 1951 г. заочно закончил Высшую офицерскую школу МВД СССР в Москве. С 1954 г. по январь 1956 г. начальник 1-го спецотдела УМВД Липецкой области. 9 января 1956 г. приказом МВД СССР уволен «по фактам дискредитации». В сентябре 1956 г. исключен из партии. Умер в Нальчике 19 сентября 1990 г. Оставил неопубликованные воспоминания.

## Звания
Старший лейтенант государственной безопасности — 23.04.1940;
Майор государственной безопасности — 11.02.1943;
Подполковник государственной безопасности — 19.10.1943;
Полковник — 12.02.1948.

## Награды
Два Ордена Красной Звезды (20.09.1943, 25.06.1954);
Медаль «Партизану Отечественной войны» I степени (25.05.1943);
и другие медали.